# Луций Фульвий Гавий Нумизий Петроний Эмилиан
Луций Фульвий Гавий Нумизий Петроний Эмилиан (лат. Lucius Fulvius Gavius Numisius Petronius Aemilianus) — римский государственный деятель начала III века.

## Биография
Эмилиан происходил из италийского патрицианского рода. Дедом Квинта, по одной из версий, был консул-суффект середины II века Луций Фульвий Рустик Эмилиан. Его отцом, возможно, был претор Луций Фульвий Гавий Нумизий Петроний Эмилиан, а матерью — Аттия Цервидия Вестина, дочь юриста Квинта Цервидия Сцеволы.
О карьере Эмилиане ничего неизвестно кроме того, что в 206 году он занимал должность ординарного консула вместе с Марком Нуммием Сенеционом Альбином.
Его сыновьями, предположительно, были консул 244 года Фульвий Эмилиан и консул 249 года Луций Фульвий Гавий Нумизий Эмилиан.